# Maibritt Kviesgaard
Maibritt Kviesgaard, née le 15 mai 1986 à Aarhus, est une handballeuse internationale danoise qui évolue au poste d'ailière droite.

## Biographie
En 2010, lors du championnat d'Europe, elle est élue dans l'équipe type du tournoi en tant que meilleure ailière droite.
Elle met un terme à sa carrière à l'issue de la saison 2017-2018.

## Palmarès

### En sélection
championnats du monde
- troisième du championnat du monde 2013[4]

championnats d'Europe
- 4e du championnat d'Europe 2010

### En club
compétitions internationales
- finaliste de la coupe EHF en 2014 (avec Team Esbjerg)

compétitions nationales
- championne du Danemark en 2013 (avec FC Midtjylland Håndbold) et 2016 (avec Team Esbjerg)
- vainqueur de la coupe du Danemark en 2018 (avec Team Esbjerg)

### Récompenses individuelles
- élue meilleure ailière droite au championnat d'Europe 2010
- élue meilleure ailière droite du championnat du Danemark en 2011[5]